# 468

468(사백육십팔)은 467보다 크고 469보다 작은 자연수다.

## 수학
- 합성수로, 그 약수는 총 18개다. (1, 2, 3, 4, 6, 9, 12, 13, 18, 26, 36, 39, 52, 78, 117, 156, 234, 468)
  - 468의 진약수의 합은 806이므로, 468은 과잉수다.
- {\displaystyle 468=29+31+37+41+43+47+53+59+61+67}
  - 연속하는 소수(素數) 10개의 합으로 나타낼 수 있으며, 이 성질을 지닌 앞의 수는 424, 다음 수는 510이다.
- {\displaystyle 468=13\times 36}
  - 연속하는 두 십삼각수(13, 36)의 곱으로 나타낼 수 있으며, 이 성질을 지닌 다음 수는 2520이다.
- {\displaystyle 468=12^{2}+18^{2}}
  - 연속하는 두 개의 {\displaystyle 6n}({\displaystyle n}은 자연수)의 제곱합으로 나타낼 수 있으며, 이 성질을 지닌 앞의 수는 180, 다음 수는 900이다.
- {\displaystyle 468=5^{3}+7^{3}}
  - 연속하는 두 홀수의 세제곱합으로 나타낼 수 있으며, 이 성질을 지닌 앞의 수는 152, 다음 수는 1072이다.
  - 연속하는 두 소수(素數)의 세제곱합으로 나타낼 수 있으며, 이 성질을 지닌 앞의 수는 152, 다음 수는 1674다.
- {\displaystyle 53^{2}-1}은 468로 나누어떨어진다.

## 과학
- NGC 468(영어판): 물고기자리 방향에 있는 나선은하.

## 교통
- 일본 468번 국도: 가나가와현 요코하마시 가나자와구에서 지바현 기사라즈시까지 이어지던 일본의 과거 국도. 현재 수도권 중앙 연락 자동차도로 지정되어 있다.
- 현도 제468호선

## 군사
- U-468(영어판, 독일어판): 제2차 세계 대전에 사용된 나치 독일의 군용 잠수함.

## 문화유산
- 대한민국의 보물 제468호: 밀양 숭진리 삼층석탑
- 대한민국의 사적 제468호: 연천 당포성

## 기타
- 연도: 468년, 기원전 468년